# Seebach, Seeboden am Millstätter See
Seebach je naselje v Občini Seeboden am Millstätter See v Okraju Špital ob Dravi  na Koroškem v Avstriji.